# 青木儀作
青木 儀作（あおき ぎさく、1889年〈明治22年〉 - 1965年〈昭和40年〉1月2日）は、日本の煙火師・花火師。花火業界では初めて黄綬褒章を受章し、「花火の神様」とも呼ばれた。
息子の青木多門、孫の青木昭夫も煙火師として活躍し、3代にわたって日本煙火芸術協会の会長を務めている。

## 生涯
長野県上水内郡安茂里村差出（現・長野市安茂里差出）に三男一女の末子として生まれ、早くから村社・久保寺煙火行事に参加して花火と関わる。安茂里小学校高等科を出て農業に従事。地元には藤原善九朗経営の煙火工場もあり、花火に関心を寄せて研究を重ね、兵役後の大正5年（1916年）には花火工場をつくり、煙火製造に専念する花火師となった。
大正10年（1921年）には、信濃煙火同志会が組織され、東京で東宮殿下（昭和天皇）欧州御巡遊の帰国にあたり奉祝煙火が行われた。これに青木儀作も参加し、花火の技術を全国に知らしめることとなった。
芯入り花火を研究し、抜芯技法を創始完成して、昭和3年（1928年）に多重芯割物（八重芯菊花火）の製造を完成。各地で開かれる花火競進会では優勝の成績を重ね、「紅屋青木」の盛名は全国にとどろくに至った。美しい色を出す火薬の粒を「星」と呼ぶが、色の違った薬を二重、三重にかけ重ねる「掛け星」は日本独特の変色星で、青木儀作が工夫完成させたものである。
日本の花火を最高芸術にまで昇華させた功労者として、昭和34年（1959年）には黄綬褒章を受章。これに伴い、翌年には日本煙火芸術協会が誕生し、儀作は初代会長に就任した。